# Nikołaj Gołowin
Nikołaj Nikołajewicz Gołowin, ros. Николай Николаевич Головин (ur. 22 listopada?/4 grudnia 1875 w Moskwie, zm. 10 stycznia 1944 w Paryżu) – rosyjski wojskowy (generał porucznik), emigracyjny teoretyk i historyk wojskowości oraz wykładowca akademicki, wojskowy działacz antykomunistyczny, wyższy oficer Rosyjskiej Armii Wyzwoleńczej podczas II wojny światowej.

## Życiorys
W 1884 r. ukończył carski Korpus Paziów, a w 1900 r. – Nikołajewską Akademię Sztabu Generalnego. W październiku 1905 r. został starszym adiutantem w sztabie gwardii carskiej i petersburskiego okręgu wojskowego. Od listopada tego roku był komendantem wojsk chroniących linie kolejowe i rzeki w okręgu petersburskim. Jednocześnie pracował jako historyk wojskowości. W lutym 1908 r. został mianowany nadzwyczajnym, a w kwietniu 1909 r. zwyczajnym profesorem nikołajewskiej akademii sztabu generalnego. Od stycznia 1914 r. dowodził 20 finlandzkim pułkiem dragonów. 
Po wybuchu I wojny światowej objął dowództwo lejbgwardii grodzieńskiego pułku kawalerii. 3 listopada 1914 r. został generalnym kwatermistrzem w sztabie 9 Armii. Od 24 października 1915 r. był szefem sztabu 7 Armii. Po rewolucji lutowej został 17 kwietnia 1917 r. szefem sztabu głównodowodzącego wojskami rosyjskimi na froncie rumuńskim. 15 października tego roku przeszedł do służby u premiera Rządu Tymczasowego i Naczelnego Wodza Aleksandra F. Kiereńskiego. Po wybuchu wojny domowej z bolszewikami wyjechał na południe Rosji, a następnie do Francji. 26 sierpnia 1919 r. powrócił do Rosji, wstępując do wojsk białych adm. Aleksandra W. Kołczaka. Został szefem sztabu generalnego i ministrem wojny. Po ewakuacji w listopadzie 1920 r. z Krymu do Gallipoli, zamieszkał we Francji. Działał w Rosyjskim Związku Ogólnowojskowym, organizując i prowadząc od marca 1927 r. wyższe kursy wojskowo-naukowe w Paryżu. Jednocześnie wykładał historię I wojny światowej we francuskiej akademii wojskowej, a także był profesorem rosyjskiego wydziału historyczno-filologicznego na uniwersytecie paryskim. Gościnnie wykładał też na wojskowym college’u w Waszyngtonie i uniwersytecie Stanforda w Kalifornii. Do 1940 r. był przedstawicielem wojskowej biblioteki w Paryżu. Po zajęciu Francji przez wojska niemieckie w 1940 r., podjął współpracę z Niemcami. Działał w komitecie wzajemnej pomocy rosyjskich emigrantów. Od 1942 r. kierował wysyłką rosyjskich ochotników na roboty w Niemczech, a także uzupełnieniami oficerskimi Rosyjskiej Armii Wyzwoleńczej (ROA) gen. Andrieja Własowa. Śmierć żony w sierpniu 1943 r. i informacje o klęskach wojsk niemieckich na froncie wschodnim nadwątliły jego zdrowie. Zmarł na atak serca 10 stycznia 1944 r. w Paryżu.

## Dzieła
- "1812 год. Отечественная война и ее герои", 1896
- "Исследование боя. Исследование деятельности и свойств человека как бойца. Диссертация"
- "Французская высшая военная школа"
- "Высшая военная школа", 1912
- "Введение в курс тактики", 1912
- "Служба Генерального штаба. Оперативная службa", 1912
- "Естественный отбор и социальный подбор в общественной жизни", 1913
- "История военного искусства как наука", 1913
- "Авиация в минувшую войну и будущую", 1922
- "Тихоокеанская проблема в ХХ-м столетии", 1924
- "Современная конница", 1924-1929
- "Танки в минувшую войну и в будущую", 1925
- "Из истории кампании 1914 г. на Русском фронте в 4-х томах", 1925-1940
- "Современная стратегическо-политическая обстановка в Китае", 1932
- "Современная стратегическая обстановка на Дальнем Востоке", 1934
- "К чему идет Великобритания?", 1935
- "Итало-абиссинская война", 1935
- "Air Strategy", 1936
- "Views on Air Defence", 1938
- "The Russian Army in the World War", 1931
- "О социальном изучении войны", 1937
- "Наука о войне. О социологическом изучении войны", 1938
- "Военные усилия России в мировой войне в 2-х томах", 1939